# Брахманы

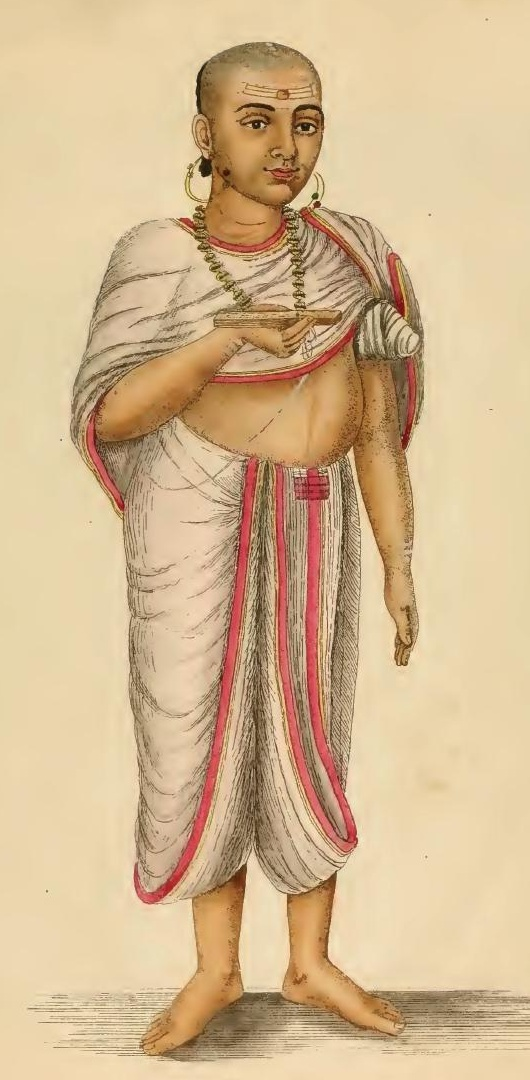
Брахман из Тамилнада, приверженец смарты. 1837 г.

Бра́хманы, брахма́ны (или устаревшее: брами́ны) (от санскритского слова IAST IAST: Brāhmaṇa; дев. ब्राह्मण) — члены высшей варны индуистского общества.
Другие названия брахманов — випра, двиджа (дваждырождённый, то есть прошедший посвящение и получивший священный шнур), бхусура (IAST: Bhūsura) (санскр. -бог на Земле).
Брахманы — это варна, или социальная группа, существующая во всех штатах Индии.
Брахманы служат духовными наставниками в семьях большинства каст высшего или среднего статуса.
Брахманы в большей мере, чем представители остальных варн, придерживаются занятий и профессий, которые предусматривались их варной. Из их среды на протяжении многих столетий выходили писцы, писари, священнослужители, учёные, учителя и чиновники. Ещё в первой половине XX века в некоторых районах брахманы занимали до 75 % всех более или менее важных государственных должностей.
Исторически брахманы были жрецами, а также учителями, монахами, учёными; в эпоху феодализма большинство представителей брахманов было уже судьями, чиновниками, землевладельцами. Считались высшей варной. Они составляют примерно 2—5 % населения Индии. В 1931 году они составляли 4,32 % всего населения Британской Индии.
Брахманы на 2025 год составляют всего 5% населения Индии
Убийство брахмана определялось как наитягчайшее преступление в Древней Индии и расценивается как таковое в индуизме и сегодня.
М. Элиаде, рассуждая о трёхчастной структуре арийского общества, сопоставлял с варной брахманов верховного хранителя справедливости, судью-вседержителя Варуну.
Подкастами брахманов являются баджпеи и сукул, они считаются выше "просто брахманов".